# Nyika (E.40) jezici
Nyika (E.40) jezici podskupina centralnih bantu jezika u zoni E u Keniji i Tanzaniji. Obuhvaća (9) nekad (10) priznatih jezika, od kojih su donji i gorni pokomo jezici danas nepriznati i uklopljeni u jezik kipfokomo. Predstavnici su: 
a. Malakote (1): malakote;
b. Mijikenda (5): chonyi ili chichonyi-chidzihana-chikauma, digo, duruma, giryama, segeju;
c. Pokomo (1): kipfokomo. Nepriznato: gornji pokomo jezik i donji pokomo jezik);
d. Taita (2): sagalla, taita ili dawida.

## Vanjske poveznice
- Ethnologue (14th)
- Ethnologue (15th)